# Karmrashen, Vayots Dzor
Karmrashen là một đô thị thuộc tỉnh Vayots Dzor, Armenia. Dân số ước tính năm 2011 là 277 người.